# قرش المحيط الهادي الحاضن
قرش المحيط الهادي الحاضن (الاسم العلمي: Ginglymostoma unami)، هو أحد أسماك القرش الحاضنة من فصيلة قروش مصراعية الفم. توجد في الساحل الجنوبي الشرقي من باها كاليفورنيا والمكسيك إلى كوستاريكا بما في ذلك خليج كاليفورنيا. يبلغ طوله 2.8 م. يختلف هذا النوع عن القرش الحاضن بين النهاية الخلفية للزعنفة الظهرية الثانية وبداية الفص الذيلي، وكلاهما قصير؛ تختلف الأنواع الجديدة أيضًا باختلاف موضع غرزة الزعنفة الظهرية الأولى فيما يتعلق بزعانف الحوض وفي شكل وعدد العوارض الموجودة على السنينات الأدمية وتشكل الأسنان